# Economia del Senegal
Il Senegal possiede un PIL (PPA) di 1 857, 525 milioni $ e un PIL (PPA) procapite di 2 678 $. L'economia del Senegal è tra le più sviluppate dell'Africa ed è la 4ª nella regione occidentale dopo la Nigeria, la Costa d'Avorio e il Ghana. Dopo il 2012, si è verificato un netto miglioramento con una crescita annuale monetaria del 5,4% tra il 2012 e il 2017. Parallelamente, il tasso d'inflazione è rimasto stabile al circa 1% annuo. L'economia del paese è dunque una delle più dinamiche, ma bisogna considerare il basso livello di partenza e la forte crescita demografica. Tale sviluppo è dovuto agli investimenti importanti effettuate per le infrastrutture pubbliche, come il Piano Senegal Emergente (Plan Sénégal Émergent, PSE) del presidente Macky Sall. I risultati positivi sono dovuti anche dall'aumento delle esportazioni passate dal 15% nel 2015 al 13% nel 2016, sostenute da una diversificazione dei prodotti agricoli e un clima favorevole, della pesca e del settore estrattivo. Secondo l'agenzia di rating Standard & Poor's, la crescita dell'economia senegalese dovrebbe avvicinarsi al 7% nel periodo 2017-2020, contro il 3,5% in valuta tra il 2011 e il 2014.
Il Senegal è molto orientato verso l'Europa e l'Asia, ed i suoi principali partner commerciali sono la Francia, l'India, l'Italia, la Cina e gli Stati Uniti d'America.
L'economia senegalese si basa sullo sfruttamento minerario, l'edilizia, il turismo, la pesca e l'agricoltura, ovvero le principali fonti d'impiego nelle zone rurali. L’economia è caratterizzata da gravi problemi, in particolare le condizioni climatiche e la forte crescita demografica che ha portato all'esodo della popolazione rurale in seguito alle carestie. Le conseguenze di questa crescita sono dei problemi nell'approvvigionamento dell'acqua nonché dello smaltimento dell'acqua usata e degli scarti. Inoltre, l'aumento del traffico nella capitale ha portato ad un aumento dell'inquinamento sonoro ed atmosferico.
Le principali industrie per l'esportazione riguardano l'estrazione dei fosfati, la produzione di fertilizzanti, i prodotti agricoli e la pesca commerciale, nonché i progetti di esplorazione petrolifera.
Il Senegal dipende molto dagli aiuti delle ONG, dall'invio di fondi e dagli investimenti esteri diretti. Il Paese è membro della Banca mondiale, dell'Organizzazione mondiale del commercio e dell'Unione economica e monetaria ovest-africana.

## Debito
Nel giugno 2025, un rapporto della banca britannica Barclays rivaluta il debito pubblico del Paese al 119% del PIL per il 2024. Un dato calcolato a partire dal documento di programmazione economica e di bilancio pluriennale del Ministero dell'Economia del giugno 2025, che rende il Senegal il Paese più indebitato dell'Africa.

## Infrastrutture
Gli investimenti pubblici sono indirizzati principalmente verso la carenza delle infrastrutture, ma lo Stato tende a promuovere la costruzione di strade.
Il presidente Macky Sall ha annunciato nel 2016 l'avvio di importanti progetti per le infrastrutture senegalesi, tra cui un investimento pari a circa 600 milioni € per l'approvvigionamento dell'acqua potabile nella capitale Dakar.

### Elettricità
Uno dei progetti riguardava la messa in servizio delle centrali elettriche di Tobène (circa 80 km a nord-est di Dakar, nella regione di Thiès) a marzo del 2016, e di Cap-des-Biches (Rufisque, nella regione di Dakar) a maggio dello stesso anno. Per la centrale di Cap-des-Biches, lo Stato senegalese, la Société nationale d’électricité (Senelec), il gruppo energetico americano ContourGlobal, la Società finanziaria internazionale (IFC) e l'Overseas Private Investment Corporation (OPIC) avevano firmato a Dakar un accordo per un finanziamento di 91 milioni $ e l'inaugurazione è avvenuta il per la centrale di Cap-des-Biches. La centrale termoelettrica di Tobène, inaugurata nel mese previsto e costata circa 120 milioni €, genera 96 MW e garantisce l'elettricità a circa 1,5 milioni di persone.
Nel contesto di progetti per le energie rinnovabili e dell'elettrificazione del Paese, sono stati costruiti diversi impianti fotovoltaici.
La potenza elettrica del Senegal è stata raddoppiata tra il 2012 e il 2018 raggiungendo un tasso di elettrificazione del 64% nel 2018.

### Risorse idriche
Per la componente idrica urbana sono stati annunciati due grandi progetti riguardanti la costruzione di un terzo bacino idrico da 200 000 m3 al giorno a Keur-Momar-Sarr (regione di Louga) e di una stazione di dissalazione dell'acqua di mare nel quartiere di Mamelles, nella regione di Dakar. Queste due infrastrutture dal costo totale di 390 miliardi CFA (600 milioni €) vanno a contribuire ad "assicurare l'approvvigionamento dell'acqua potabile della capitale per almeno vent'anni".

### Industria agricola
L’industria agricola non è riuscita ad avere la spinta con gli investimenti del 2016 nelle attività del Programma dei domini agricoli comunitari (Programme des domaines agricoles communautaire, PRODAC). Queste comunità agricole da 1 000 e 5 000 ettari sono state create per contribuire alla lotta contro la disoccupazione (soprattutto quella giovanile) e a favorire lo sviluppo delle imprese agricole.
Al fine di sostenere la sanità degli animali, l'accesso ai mercati e la gestione delle risorse naturali, sono stati stanziati 15 miliardi CFA per il progetto regionale d'appoggio alla pastorizia nel Sahel (Projet Régional d’Appui au Pastoralisme au Sahel, PRAPS).

### Trasporti
L'Aeroporto di Dakar-Léopold Sedar Senghor è il principale punto d'ingresso aereo verso il Senegal. Il 25 maggio 1971, l'aereo supersonico Concorde fece un primo volo dimostrativo Parigi-Dakar in 2 h 52 min (di cui 2 h 07 min in volo supersonico) e il 21 gennaio 1976 venne aperta per la prima volta la sua linea commerciale Parigi-Dakar-Rio de Janeiro. Il presidente senegalese Léopold Sédar Senghor assistette al suo atterraggio all'aeroporto di Dakar e all'arrivo dei primi passeggeri di un volo supersonico. Il 1 aprile 1982, venne chiusa la tratta Parigi-Rio.
Il 23 febbraio 2001, la compagnia aerea Air Sénégal International, partecipata per il 51% dal gruppo Royal Air Maroc in seguito ad una ristrutturazione aziendale, ha proposto delle destinazioni verso l'Europea e l'Africa. L'ASI, membro della IATA dal 28 maggio 1996, ha tuttavia cessato le proprie operazioni nel 2009 ed è stata in seguito ricapitalizzata come Senegal Airlines. Chiusa nel 2016, è stata sostituita da una nuova Air Senegal.
La rete stradale è buona a ovest ma si degrada andando in profondità nel Paese. La rete dei trasporti è ben sviluppata nelle grandi città con taxi, autobus o le "auto rapide" (cars rapides), ovvero taxi collettivi o carretti presenti nelle periferie e nelle piccole città sono taxi. All'interno del Paese, sono presenti le grandi auto bianche Ndiaga Ndiaye e i taxi brousse.
Realizzata nel 1895, la stazione ferroviaria di Dakar è la più antica del Senegal e inizialmente offriva una sola destinazioni per i viaggiatori, ovvero la capitale del Mali Bamako, poiché il collegamento con Saint-Louis è riservato al trasporto delle merci. Nel 2019, la stazione è stata rinnovata, permettendo il collegamento di Dakar con l'Aeroporto Internazionale Blaise Diagne di Diass passando per la città di Diamniadio.

### Limiti
| Dati                                                      | Valori                                                                                |
| --------------------------------------------------------- | ------------------------------------------------------------------------------------- |
| Aeroporti (2010)                                          | Con pista asfaltata: 10 Con pista non asfaltata: 10 Totale: 20                        |
| Stazioni ferroviarie: Rete ferroviaria (2005) :           | 20 906 km                                                                             |
| Porto con un terminal : Corsi d'acqua navigabili (2005) : | Dakar 1 000 km                                                                        |
| Rete stradale (2016)                                      | Asfaltata : 5 967 km, di cui 7 km d'autostrada Non asfaltata: 9 604 km Totale: 16 496 |
| Condotti del gas (2009) :                                 | 43 km                                                                                 |
| Fonte: CIA World Factbook                                 |                                                                                       |

Le reti sono più dense a ovest del Paese lungo il litorale ma la circolazione delle merci e delle persone è particolarmente difficile verso Dakar e la penisola di Capo Verde. Le infrastrutture sono più scarse nel Senegal orientale e l'apertura di queste regioni costituisce ugualmente una sfida perché i mezzi di trasporto rimangono spesso all'interno del Paese.
Inoltre, il 1 agosto 2013 è stata aperta un'autostrada a pedaggio tra Dakar e Diamniadio.
Tra le altre infrastrutture realizzate figurano:
- Il nuovo aeroporto internazionale Blaise Diagne, inaugurato il 7 dicembre 2017[29]
- Lo sviluppo di Saint-Louis per la realizzazione di un porto per cabotaggi[30]
- Ammodernamento del porto di Ziguinchor per la ricezione di container[31]

## Settore primario

### Agricoltura

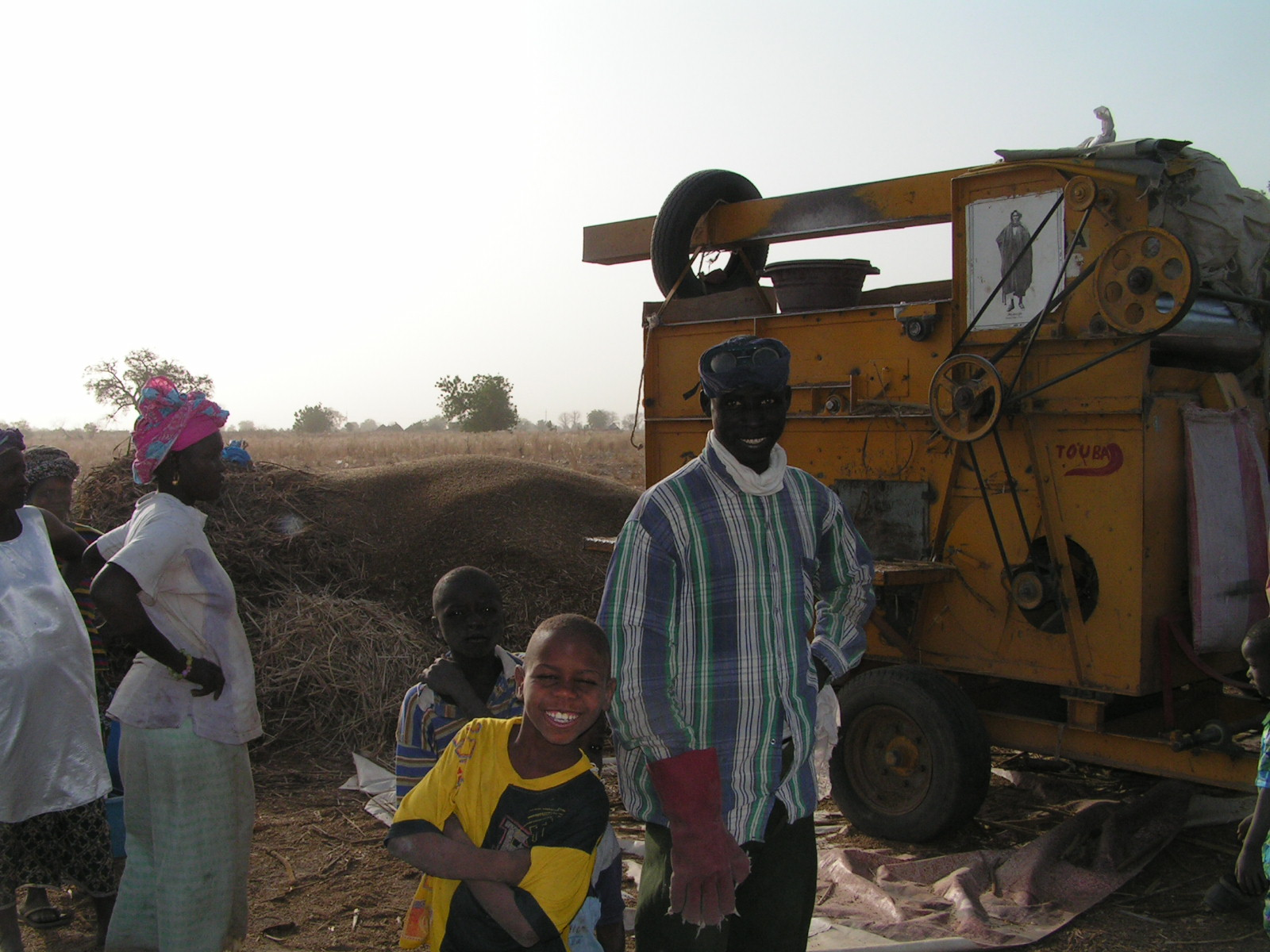
Raccolta di cereali di vario tipo a Malem Hodar, regione di Kaffrine.

L'80% della popolazione è occupata nel settore agricolo, benché rappresenti il 17,6% del PIL nazionale. Con l'esodo dalle campagne che ha portato i senegalesi verso la penisola di Capo Verde, il numero di contadini è diminuito. Nel 2007, gli agricoltori non rappresentavano più del 55 % della popolazione totale del Senegal.
Le principali produzioni agricole sono:
- I cereali, in particolare il miglio, il sorgo e il riso
- L'arachide, che ha perso la posizione di monocoltura
- Frutta e verdure, principalmente nelle zone orticole dello Niayes che approvvigiona l'agglomerato di Dakar con prodotti freschi come pomodori o verdure verdi.

Il riso rappresenta l'alimento di base dei senegalesi ed è preferito ai cereali locali (sorgo e granturco), nelle aree urbane ma anche in quelle rurali, e rappresenta più del 50% del consumo familiare in cereali. Le famiglie spendono in media l'8% del loro reddito nell'acquisto del riso. I senegalesi consumano perlopiù il riso al quale si sono abituati dopo la colonizzazione, importando i sottoprodotti della trasformazione del riso asiatico. Il sistema di produzione irrigata è applicato nella valle del fiume Senegal (a nord) e vicino al bacino dell’Anambé (a sud). Il potenziale del Paese in terre irrigabili è di 240 000 ettari nella valle del fiume Senegal e di circa 16 000 ettari nel bacino dell’Anambé. Le superfici impiegate rappresentano meno del 3% del potenziale irrigabile. Il riso pluviale si può trovare nelle regioni di Ziguinchor, Kolda e marginalmente in quella di Tambacounda.
Le strutture per lo sfruttamento orticolo sono caratterizzate dalla predominanza di frutteti e giardini di case e di sussistenza. I volumi della produzione, in forte crescita, sono stimati a più di 600 000 tonnellate. Dal 2000 al 2010, le esportazioni orticole sono passate da meno di 1 000 tonnellate a 35 000 tonnellate. Nel 2014, sono state stimate 85 000 tonnellate. Il Senegal produce verdure tipiche dell'Europa e delle regioni temperate (cavolo, lattuga, pomodoro, melanzane, fagioli, melone, carote, rapa, patate, cipolle, ecc.) e tipiche dell'Africa e delle regioni calde (fiori per il carcadè, gombo, melanzane amare, patate dolci, manioca ecc.). La diffusione della produzione di successo ha fatto della sua filiera della verdura una delle componenti più importanti e dinamiche del settore orticolo.
La produzione orticola è concentrata principalmente nella fascia litorale di Niayes e nella valle del fiume Senegal. La zona di Niayes (da Dakar a Saint-Louis) garantisce il 60% dei raccolti e fornisce cipolle, patate, carote, cavolo verde, pomodori da tavola e pomodorini, melanzane, lattuga, pimento, mentre la valle fluviale è dedicata alla produzione di pomodori per l'industria, di cipolle e di patate dolci.
La zona di produzione del cotone è concentrata al sud del Paese nelle regioni di Tambacounda, di Kolda, e nel sud delle regioni di Fatick e Kaolack. Tale settore è regolato dalla Fédération nationale des producteurs de coton (FNPC), rappresentante più di 70 000 produttori, e la Sodefitex, una società a partecipazione statale che dispone di cinque bacini di sgranatura a Kahone, Kédougou, Tambacounda, Vélingara e Kolda.

### Allevamento
Il bestiame è composto principalmente da ovini (4 497 000 capi), caprini (3 833 000 capi) e bovini (2 927 000 capi), ai quali si aggiunge il pollame (22 987 000 capi).

### Pesca
La pesca è una risorsa importante del Paese ed avviene in gran parte artigianalmente e spesso con le piroghe. Nel 2014, il Senegal ha firmato degli accordi per la pesca con l'Unione Europea.

### Risorse naturali
In confronto agli altri Paesi africani,Le sue principali ricchezze provengono dalla pesca, dal turismo e dall'acquacoltura ma tenendo conto della sua posizione geografica e della sua stabilità politica, il Senegal fa parte dei Paesi africani più industrializzati, con una presenza di multinazionali per la maggior parte francesi e in piccola misura americane.
Il settore agricolo impiega circa il 67% della popolazione. Tuttavia, la quota del settore primario nel PIL non cessa di diminuire. Ma di fatto nel 2015 l'aumento delle piogge e dei finanziamenti del settore degli arachidi, principale coltura di redditizia del Senegal, hanno aumentato il contributo dell'agricoltura a più del 9% del PIL. La pesca, rimasta un settore chiave dell'economia famigliare senegalese, subì allo stesso modo le conseguenze del degrado delle risorse ittiche. L'essenziale della ricchezza prodotta si concentra nei servizi e nell'edilizia e si concentra a Dakar e nelle sue periferie.
Agli inizi del 2017 sono stati scoperti dei giacimenti di gas il cui sfruttamento è previsto nel 2021.

## Settore secondario
Quando ottenne l'indipendenza nel 1960, il Senegal era il Paese più industrializzato dell'Africa nera francofona e la sua crescita proseguì fino agli anni settanta. Nel corso degli anni, il settore secondario ha iniziato a subire una decrescita a causa della mancanza di controllo d'energia.

### Risorse energetiche e minerarie
Il 27 agosto 2014, il primo faro a 100 km dalle coste di Dakar, sul punto di Sangomar, operato dall'australiana FAR Ltd si rivelò un successo.

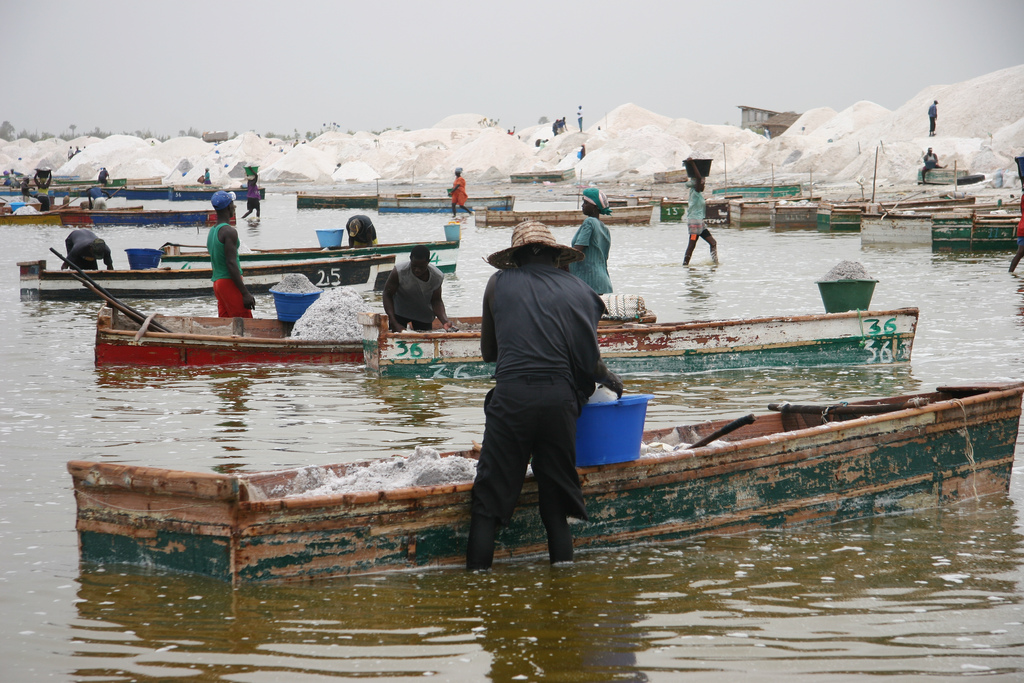
Raccolta del sale al Lago Retba.

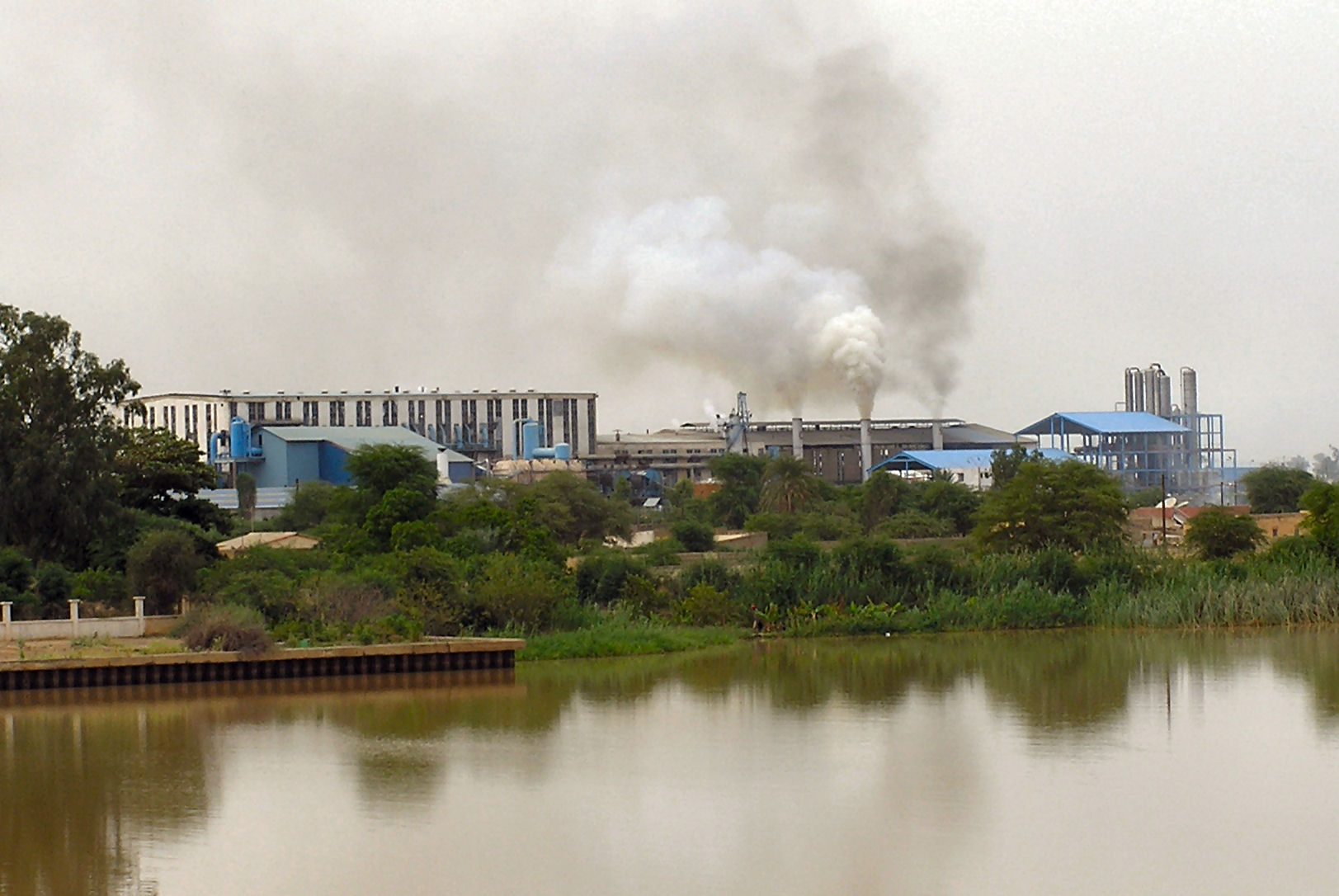
Raffinerie dello zucchero della Compagnie sucrière sénégalaise a Richard-Toll.

A ottobre e novembre 2014 la Compagnie Écossaise Cairn Energie annunciò la scoperta del petrolio al largo delle coste senegalesi. L'inizio dello sfruttamento dei due pozzi petroliferi, con riserve recuperabili stimate a 400 milioni di barili, è previsto tra il 2019 e il 2023.
Il Senegal interno non possiede miniere di carbone ed è povero di idrocarburi. La raffineria di petrolio installata a Mbao nel 1963 alimenta le centrali elettriche di Bel-Air e di Cap des Biches, controllate dalla Senelec.
Nel 2015, venne scoperto il giacimento di gas di Tortue, situato sulla frontiera marittima tra il Senegal e la Mauritania, dalla società statunitense Kosmos Energy. La sua dimensione è stimata in 25 trilioni di piedi cubici.
Per quanto riguarda l'utilizzo delle energie rinnovabili, il Senegal è ancora in ritardo.
Il Paese possiede miniere di oro, ferro e uranio al livello del Senegal orientale, ma anche di fosfati, esportati principalmente in India sotto forma di acido fosforico assieme al ferro, oro (sfruttato dal 2009), scisti bitumosi, sale marino (Sine-Saloum e Lago Retba). Nel 2013 è stata aperta a Diogo, nel dipartimento di Tivaouane, una miniera di zircone destinata a produrre il 7% della produzione mondiale.

### Industria agroalimentare
Le industrie più importanti sono la Sonacos per la filiera delle arachidi e i Grands moulins de Dakar per la farina, alle quali si aggiungono la Compagnie sucrière sénégalaise e la Société des brasseries de l'Ouest africain. Nel corso degli anni le imprese per la trasformazione alimentare si sono moltiplicate, producendo aceto, mostarda, concentrato di pomodoro, margarina, paste alimentari e farina.

## Servizi
Il settore dei servizi rappresenta quello più importante e contribuisce per il 61% al PIL e tale valore è in costante aumento (+ 6,3% nel 2004, + 5,5% nel 2005 e + 4,6% nel 2006) nel corso degli anni. I principali fornitori di servizi sono il settore dei trasporti e delle telecomunicazioni. Lo sviluppo del turismo è ostacolato principalmente dalla carenza di infrastrutture e degli ostacoli amministrativi. Numerose sono comunque le mete turistiche, come Saly Portudal, Joal-Fadiouth, l'isola di Gorée, Popenguine, Palmarin, il Lago Rosa, oltre alla capitale Dakar.

## Settore informale

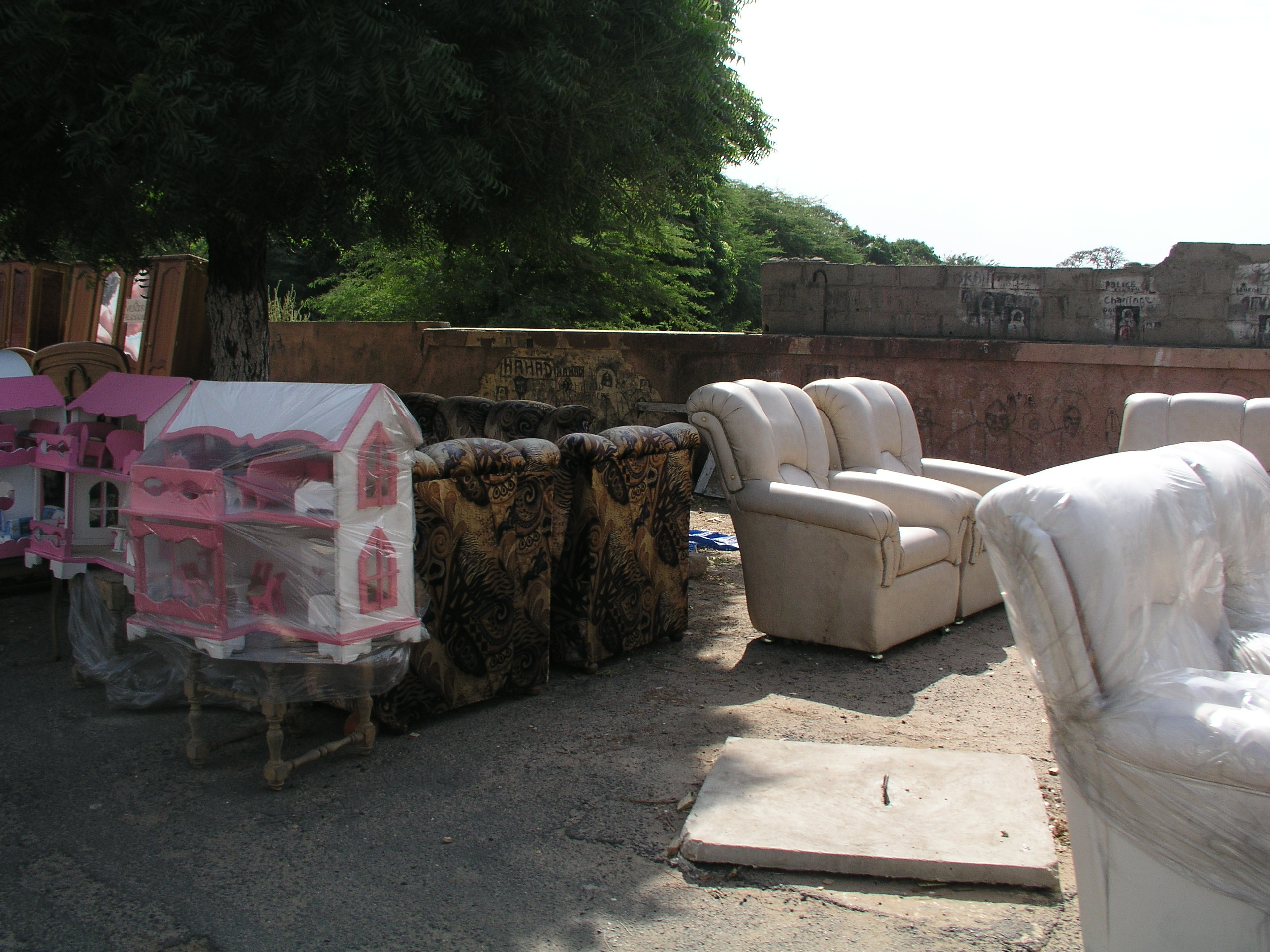
Vendita di giocattoli e mobili sulle strade di Dakar.

Cercando di sfuggire a qualsiasi tipo di controllo, il settore informale è particolarmente sviluppato in Senegal, soprattutto nel settore della pesca e dell'artigianato. Assieme allo Stato, è il principale fornitore di lavoro e la prima fonte di reddito.

## Piano Senegal Emergente
Il presidente Macky Sall, eletto nel marzo del 2012 nel quadro di un programma politico riformista, ha ereditato un'economia dai costi energetici elevati, un ambiente commerciale difficile e una cultura di spese eccessive. Sall ha sviluppato un piano economico, il Plan Sénégal Emergent (PSE), che mira ad attuare un'opera trentennale di riforme economiche prioritarie e di progetti d'investimento per aumentare la crescita economica, preservando la stabilità macroeconomica e la sua redditività. Tuttavia, i colli di bottiglia burocratici e il difficile clima imprenditoriale rallentano l'attuazione di questo piano.
Secondo il PSE, il governo doveva concentrarsi su 19 progetti per il bilancio 2016 al fine di perseguire la trasformazione strutturale dell'economia. Questi progetti includevano l'autostrada Thiès-Touba, inaugurata nel 2018. Nel 2016, il Senegal doveva intensificare il programma nazionale di allocazione delle famiglie e il programma urgente di sviluppo comunitario. L'approvvigionamento dell'elettricità rappresenta un vincolo importante per lo sviluppo del Senegal: Power Africa, un programma diretto dall'United States Agency for International Development e dall'Overseas Private Investment Corporation, prevede di aumentare la capacita della produzione nazionale e di portare l'elettricità nelle aree non ancora raggiunte dalla rete. I giacimenti di gas scoperti alla frontiera con la Mauritania e al sud di Dakar contribuiranno a colmare parte delle carenze energetiche.
Numerosi progetti, come il rilancio dello sfruttamento delle miniere di ferro o del settore dell'energia, sono in fase di studio e permetteranno la creazione di nuovi posti di lavoro e la rinascita di imprese in difficoltà. Tra le priorità del PSE vi è il rilancio dell'agricoltura.

## Aiuto internazionale
In rapporto al PIL, la quantità di aiuto pubblico allo sviluppo rappresenta l'11%. Secondo i dati della Banca mondiale, la Francia è il decimo contributore in aiuti pubblici al Senegal.
Il Senegal riceve un appoggio tecnico del Fondo Monetario Internazionale come strumento di sostegno alla politica economica (Policy Support Instrument, PSI) per aiutare alla messa in opera del PSE. Nel 2016, nel 2017 e nel 2018 il FMI si dichiarò soddisfatto per l'impiego da parte del Senegal dei PSI. Gli investitori hanno mostrato inoltre la loro fiducia nel Paese acquistando gli Eurobond emessi dal Senegal sin dal 2009.
Inoltre, i trasferimenti finanziari dall'estero dovuti alla diaspora senegalese rappresentano un'importante fonte di reddito. Si stima che il flusso finanziario generato dall'emigrazione senegalese sia almeno pari al volume di aiuti dalla cooperazione internazionale (37 $ per abitante all'anno).

## Partner economici
Le esportazioni senegalesi sono dirette principalmente verso il Mali, l'India (acido fosforico), la Svizzera (oro), la Guinea e la Francia. Le importazioni provengono invece dalla Francia, dalla Nigeria (petrolio), dalla Cina, dai Paesi Bassi e dagli Stati Uniti d'America.
Il Senegal è membro dell'Unione economica e monetaria ovest-africana.

### Prodotti commerciati
In confronto agli altri Paesi dell'Africa, il Senegal è povero di risorse naturali, nonostante l'importante produzione di oro a Sabodala, e le sue principali fonti di guadagni provengono dalla pesca e dal turismo:
- La pesca costituisce la principale fonte di ricchezza del Senegal. Dopo la riduzione delle tasse doganali, sono aumentate le esportazioni a discapito dell'ecosistema marino;[56]
- Il turismo è sviluppato principalmente sul litorale con i grandi complessi alberghieri internazionali e hotel locali .

Le principali esportazioni sono i fosfati e derivati (acido fosforico), prodotti della pesca (pesci, crostacei e molluschi), oro, cemento e arachidi.

## Difficoltà economiche
Il peso del debito estero rende il Senegal un Paese HIPC e il settore agricolo, che impiega circa il 70% della popolazione senegalese, lascia poco margine per un rilancio economico. Inoltre, l'agricoltura senegalese è molto sensibile ai pericoli climatici e alle invasioni di cavallette. Bisogna prendere in considerazione che la popolazione del Senegal soffre di numerose disparità di salari. Infatti, il 5% delle famiglie più ricche guadagnano il 47% dei ricavi mentre l'80% delle persone più povere riescono ad ottenere meno del 28%.
Nel 1994, la moneta è stata svalutata mentre è stata avviata una politica attiva di liberalizzazioni. Il Senegal cerca di rientrare nelle condizioni richieste dal FMI per beneficiare di un alleggerimento del debito a favore dello sviluppo del Paese. Da dopo il 2006, il Senegal è nella lista dei Paesi candidabili.
| Dati                                            | Valori                                                                    |
| ----------------------------------------------- | ------------------------------------------------------------------------- |
| PIL PPA                                         | 22,62 miliardi $ (2009)                                                   |
| PIL al tasso di cambio ufficiale                | 12,79 miliardi $ (2009)                                                   |
| PIL pro capite                                  | 1 900 $ (2009)                                                            |
| Manodopera per settori (2007)                   | Agricoltura: 77,5 % Industria e servizi: 22,5 %                           |
| Tasso di disoccupazione                         | 15,7% (2017) secondo le cifre ufficiali ma spesso è stimato a più del 40% |
| Debito estero                                   | 17,8 % del PIL (2006)                                                     |
| Indice di sviluppo umano                        | 162 (2015)                                                                |
| Popolazione al di sotto della soglia di povertà | 46,7 % (stima 2011)                                                       |
| Coefficiente di Gini                            | 41,3 (2001)                                                               |
| Fonte: CIA World Factbook                       |                                                                           |